# ماريا هيرنانديز
ماريا ريبيكا لاتيغو دي هيرنانديز (بالإنجليزية: María Rebecca Latigo de Hernández) (29 يوليو 1896-8 يناير 1986) هي ناشطة حقوق مكسيكية أمريكية. ولدت في سان بيدرو غارزا غارسيا في المكسيك. تحدثت خلال ثلاثينيات القرن العشرين في العلن واحتجت نيابة عن المكسيكيين الأمريكيين بشأن تعليمهم في الولايات المتحدة. أسست هي وزوجها بيدرو هيرنانديز باريرا أخوية فرسان أمريكا في 10 كانون الثاني 1929. كما نظمت رابطة حماية الأمهات في عام 1933، ونشطت عام 1970 في حزب الأعراق المتحدة.

## حياتها المبكرة
ولدت ماريا في عام 1896 في غارزا غارسيا قرب مونتيري نويفو ليون، المكسيك. كان والدها أستاذا جامعيا، وقد علّمت في بداية صباها في مدرسة ابتدائية عندما كانت تعيش في مونتيري في المكسيك.

## مسيرتها المهنية
امتلكت وأدارت عائلة هيرنانديز متجر خضروات ومخبز. ناضلت ماري وكتبت ضد الفصل العنصري والظلم العرقي والتعليم الضعيف الذي كان يتلقاه الأطفال الأمريكيين المكسيكيين.
وفي عام 1929 ساعدت عائلة هيرنانديز بتنظيم وتأسيس أخوية فرسان أمريكا. كانت الأخوية لجنة مكرسة للناشطين السياسيين والمدنيين لمساعدة المكسيكين الأمريكيين والمهاجرين المكسيكيين؛ قدموا مساعدة في مسائل تشمل قضايا اجتماعية وتعليمية، لكن تركيز المنظمة انصب بشكل واسع على الأمور التعليمية، وكان الجمهور المستهدف الأول لمنظمتهم أصحاب الأعمال المكسيكيين الأمريكيين، كما وضعوا من أهدافهم مساعدة الأطفال والطفلات في عمر الدراسة.
وبحلول عام 1932 كانت ماريا أول فتاة مكسيكية مذيعة على الراديو. وفي عام 1933 ساعدت بافتتاح رابطة تساعد النساء الحوامل تدعى جمعية حماية الأمهات.
وفي عام 1934 ساعدت ماريا وزوجها وأطفالها بإدارة منظمة ساعدت بتكوين مناطق آمنة وتحسين التعليم لمجتمعات الجانب الغربي المكسيكية، وسميت اتحاد تطوير المدارس. وفيما يتعلق بعملها الإذاعي، تحدثت لتروج للمجلس 16 لرابطة المواطنين الأمريكين اللاتينيين المتحدين في برنامج اسمه "صوت أمريكا"، وحسنت إدارة الرابطة في كانون الأول 1934. دعمت ماريا جهود الرابطة عام 1940، ومجددا في عام 1947. وخلال سنواتها مع الرابطة ساعدت بالتشجيع على المساواة لكل المكسيكيسن الأمريكيين بغض النظر عن أصلهم أو مكان سكنهم.
في عام 1938 بدأت العمل في إضراب العاملين بتقشير جوز البقان، في قضية لحقوق النساء العاملات. بدأ الإضراب كوسيلة للمرأة للحصول على ظروف عمل أكثر أمانا وزيادة في الرواتب. انضمت عام 1939 لمجموعة نساء كن قادرات على زيارة الرئيس المكسيكي لازارو كارديناس. وشرعن في إيصال النوايا الحميدة بين المكسيكيين في المكسيك والمكسيكيين الأمريكيين في الولايات المتحدة.
وفي عام 1945 نشرت مقالة "المكسيك والسلطات الأربعة التي تقود الناس"، قالت ماري في هذه المقالة إن الجو الأهلي أوجد مجتمعاً، وصرحت أيضا بأن الأمهات هن صانعات الأمم. وشاركت بوقت قريب من وقت نشر المقال في تنظيم النادي الليبرالي لثقافة المرأة.
في عام 1968 كانت ضيفا منتظما على تلفزيون سان أنتونيو، لتعلم العامة عن التقدم التعليمي والاجتماعي. وفي عام 1969 عينت ماريا بمنصب أمين صندوق مجلس إدارة الأخوية، ومديرة الدائرة الاجتماعية. وفي عام 1970 نمت نشاطاتها السياسية بانضمامها لحزب الأعراق المتحدة. وكانت المتحدثة الرئيسية في مؤتمر حزب الأعراق على مستوى الولاية في أوستن، تكساس.

## حياتها الشخصية
تزوجت ماريا من بيدرو هيرنانديز باريرا عام 1915بعمر 19 عاما، وذلك في هيبرونفيل، تكساس. انتقلوا إلى سان أنتونيو في عام 1918 حيث استقروا وكبرت عائلتهم لتضم 10 أطفال.
توفيت بالالتهاب الرئوي في 8 يناير 1986، ودفنت في حرم أخوية فرسان أمريكا قرب إلمندورف، تكساس